# Куэйл, Бенджамин Юджин
Бенджамин Юджин «Бен» Куэйл (родился 5 ноября 1976 года) — американский политический и государственный деятель; бывший член Палаты представителей США от Аризоны. Член Республиканской партии, он является сыном бывшего республиканского вице-президента США Дэна Куэйла.